# Valeriana rzedowskiorum
Valeriana rzedowskiorum är en kaprifolväxtart som beskrevs av Barrie. Valeriana rzedowskiorum ingår i släktet vänderötter, och familjen kaprifolväxter. Inga underarter finns listade i Catalogue of Life.